# Havardia sonorae
Havardia sonorae är en ärtväxtart som först beskrevs av Sereno Watson, och fick sitt nu gällande namn av Nathaniel Lord Britton och Joseph Nelson Rose. Havardia sonorae ingår i släktet Havardia och familjen ärtväxter. Inga underarter finns listade i Catalogue of Life.